# Charles-Xavier Sainctelette

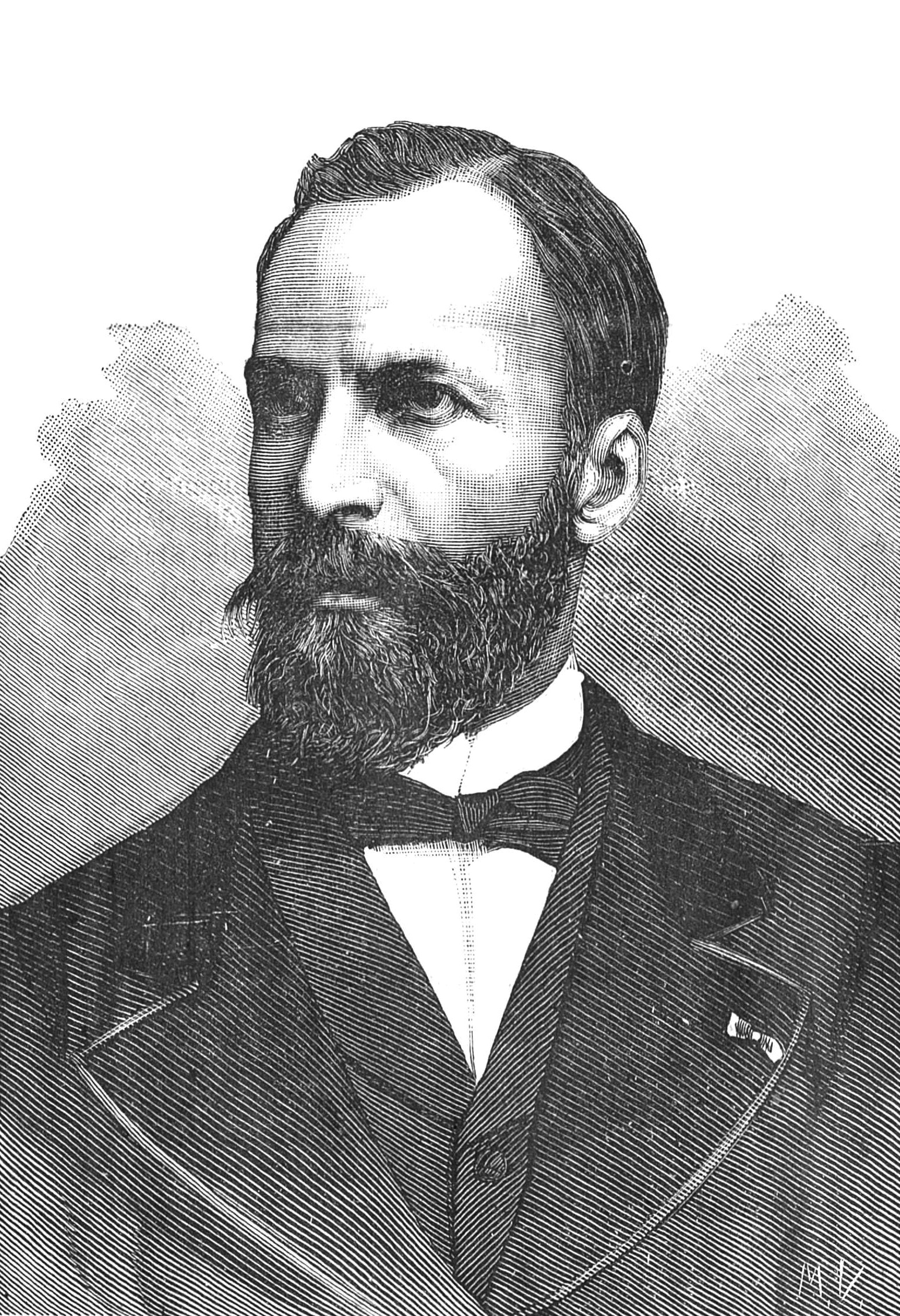

Charles-Xavier Sainctelette (Brussel, 7 januari 1825 - Elsene, 17 april 1898) was een Belgisch minister en volksvertegenwoordiger.

## Biografie

### Familie
Charles-Xavier Sainctelette was een zoon van Charles-François Sainctelette, industrieel verbonden aan de Société générale de Belgique, en Marie-Catherine Priez, adoptiezus van beeldhouwer Gilles-Lambert Godecharle. Hij trouwde in 1846 in Bergen met Caroline Corbisier (1826-1899), dochter van Frédéric Corbisier, volksvertegenwoordiger, senator en ondernemer. Ze waren de ouders van Henry Sainctelette, advocaat, burgemeester van Bergen en senator.

### Loopbaan
Sainctelette promoveerde tot doctor in de rechten (1847) aan de Katholieke Universiteit Leuven en vestigde zich als advocaat bij de balie van Bergen. Van 1889 tot aan zijn dood was hij advocaat bij het Hof van Cassatie en was er stafhouder 1893-1894 en 1897-1898.
Hij was provincieraadslid van Henegouwen van 1852 tot 1869 en gemeenteraadslid van Bergen van 1866 tot 1878. Van 1867 tot 1878 was hij er schepen.
In december 1869 werd hij liberaal volksvertegenwoordiger voor het arrondissement Bergen ter vervanging van de overleden Hippolyte Lange Hij vervulde dit mandaat tot in 1894.
Van 1878 tot 1882 was hij minister van Openbare Werken in de regering-Frère-Orban II.
Op het industriële vlak was hij:
- voorzitter van het college van censoren van de Nationale Bank van België,
- bestuurder van Charbonnages de Boussu, de Sainte-Croix et de Sainte-Claire,
- bestuurder van Couchant du Flénu,
- bestuurder van Charbonnages d'Hornu et Wasmes,
- bestuurder van Chemin de fer de Mons à Hautmont et de Saint-Ghislain,
- bestuurder van Charbonnages Unis de l'Ouest de Mons.

Verder was hij ook nog:
- secretaris van het Comité des houillères du Couchant de Mons,
- secretaris van het Comité central des houillères de Belgique,
- medestichter van de Société belge de géographie.

Er is een Sainctelettesquare in Brussel en een Boulevard Sainctelette in Bergen. Deze laatste herinnert zowel aan de vader als aan de zoon Sainctelette.

## Publicaties
- Le canal de Jemappes à Alost et le chemin de fer d'Alost a Garni, Bergen.
- Les relations commerciales entre la Bielgique et la France, Bergen, 1852.
- Le chemin de fer de Mons à Maubeuge, Bergen, 1852.
- Lettre à M. Mathyssens sur les chambres de commerce et le Conseil d'Etat, par un houilleur, Brussel, 1852.
- Les taxes communales sur les houilles, Bergen, 1853.
- L'abaissement des droits sur les houilles anglaises, Bergen, 1853.
- Considérations sur les voies navigables de l'Ouest, Bergen,  1854.
- Mons et Charleroi sur le marché belge, Bergen, 1863.
- Mons el Charleroi sur le marché parisien, Bergen, 1863.
- Les chemins de fer industriels, Bergen, 186i.
- Responsabilité  et garantie : Accidents de transport et de travail, Brussel, 1881.
- De l'importance et de la difficulté de l'appréciation du fait, Parijs, 1885.
- L'assistance maritime, Brussel, 1883.
- Les personnes morales, Parijs, 1885.
- Le louage de services, 1886.
- Projet d'une proposition de loi sur les accidents du travail, Brussel, 1886.
- Les contrats d'utilité publique, Brussel, 1886.
- La jurisprudence qui s'éloigne et la jurisprudence qui s'approche, Brussel, 1888.
- La Société nationale des chemins de fer vicinaux est-elle une personne publique?, Brussel, 1891.
- Le louage de services. Analyse du projet du gouvernement, Brussel, 1893.